# Renfe série S-120
La Renfe série S-120 est une suite de 45 automotrice à grande vitesse construites pour la Renfe (Red Nacional de los Ferrocarriles Españoles) en Espagne.
Elles ont la particularité d'avoir des essieux à écartement variable sans arrêter le train.

## Histoire

### Origine
Leur commande vient de la coexistence de deux écartements de rail en Espagne. Les lignes nouvelles sont à écartement standard (1,435 m) et le réseau classique est à écartement large ibérique (1,668 m) Pour éviter la rupture de charge entre les réseaux, la Renfe a commandé cette série à écartement des essieux variables. 

### Conception
Les quatre caisses sont construites par Construcciones y auxiliar de ferrocarriles. La motorisation vient d'Alstom est répartie sur toutes les caisses, les deux extrêmes comportant une cabine de conduite. Un consortium entre CAF et Renfe assure l'entretien facilité par la maintenance intelligente prévue dès la conception.
L'aménagement intérieur comprend 81 places en première classe, preferente, une cafétéria et 156 places de seconde classe dite clase turista. Deux séries coexistent, les 120.001 à 012 et les 120.051 à 066. Ces dernières mises en service en 2009 sont dotées d'électronique et câblage électrique renforcé pour traverser de longs tunnels. (mesures de sécurité)
Cette série a donné la série S-121, pour trajets plus courts à classe unique.

### Service
Cette série assure des services interrégionaux, permettant de prolonger des trajets sur ligne à grande vitesse sur le réseau classique.

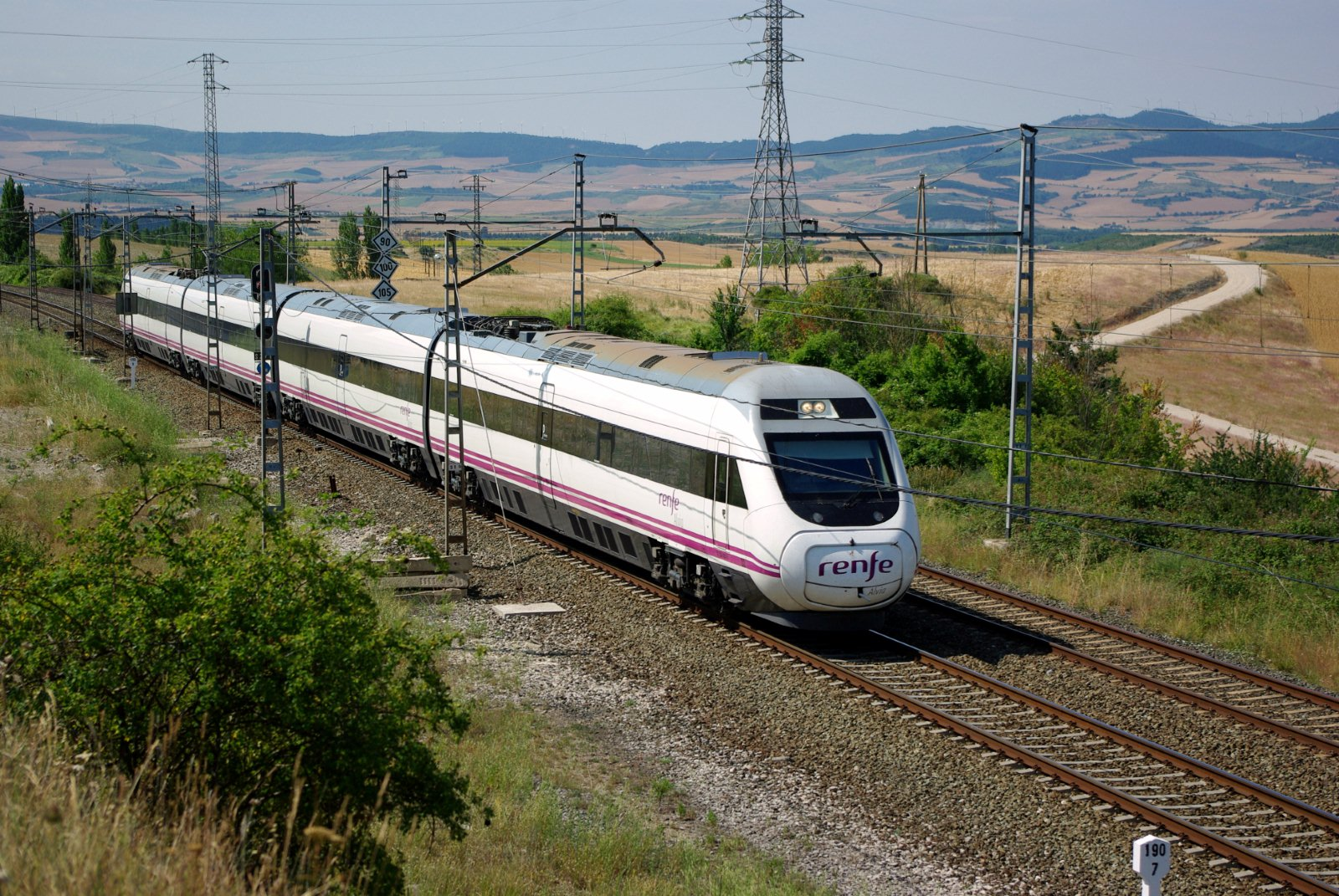
S-120 près de Pamplona